# 日田市民文化会館
日田市民文化会館（ひたしみんぶんかかいかん）は、大分県日田市三本松にある、中央公民館、博物館、美術展示ギャラリーを複合した文化施設である。愛称はパトリア日田。

## 概説
2007年12月に開館した。愛称の「パトリア」（Patria）は、イタリア語で「ふるさと」、「発祥地」を意味する。
内装材には名産の日田杉や檜が用いられており、床や腰壁のタイルには地元の伝統工芸である小鹿田焼の陶土が練り込まれている。
設計は、香山壽夫建築研究所。施工は、鹿島建設、新成建設、江藤工務店の共同企業体（JV）。2009年の第50回BCS賞を受賞している。

## 施設
- 大ホール（やまびこ）
  - 1,008席（1階 654席（車いす席及び介助者席各5席を含む）、2階 354席）
- 小ホール（せせらぎ）
  - 353席（車いす席及び介助者席各2席を含む）
  - 客席を収納して、294席、218席、平らなフロアに変更可能
- ギャラリー、スタジオ、創作室、和室、市民活動室

屋上には、日田市内で最大規模（2009年時点）の出力50kwの太陽光発電パネルを備えるとともに、日田市初の屋上緑化システムが設けられている。

## 交通
- 鉄道 - JR九州久大本線日田駅から徒歩約7分[5]。
- バス
  - 高速バス（ひた号等） - 日田バスターミナルから徒歩約7分。
  - 路線バス（日田市内循環バス「ひたはしり号」） - パトリア前停留所下車すぐ、三本松停留所下車徒歩約1分。